# Vodatel
Vodatel je hrvatska tvrtka koja se bavi pružanjem internetskih usluga (ISP), i središte tvrtke je u Zagrebu.
Vodatel je prvi u Hrvatskoj izbacio IPTV kao komercijalnu uslugu 2005. godine. Godine 2007. tvrtku je preuzeo Metronet. Suvlasnik Vodatela Sebastian Popović, koji će nakon preuzimanja nastaviti voditi Vodatel kao predsjednik Uprave, izjavio je da je za kupnju Vodatela bilo i drugih ponuđača, kako domaćih tako i stranih, no Metronetova ponuda ocijenjena je najpovoljnijom. U trenutku preuzimanja prema podacima s njihove internetske stranice Vodatel je imao oko 30 tisuća korisnika koji internetu pristupaju putem klasične telefonije, te nepoznat broj korisnika koji koriste DSL i “triple play” uslugu (telefonija, internet i televizija).